# Mr. Room9

## 생애 및 활동
Mr.Room9 (미스터 룸나인)(1982년 6월 8일 ~ )은 대한민국의 힙합 뮤지션이다. 이름의 뜻은 방이 9개 딸린 집에서 살고 싶다는 소망에서 지었으며, 학창 시절 특유의 반항아 기질 때문에 고등학교를 자퇴하고 아르바이트를 하며 그리 많지 않은 월급을 받고 옷을 사러 갔다가 우연히 무대 위 힙합 공연을 보게 되었고, 그 공연이 본인에게 "이 길이 내 길"이라는 생각을 갖게 하였고, 19살 때 본격적으로 힙합에 입문하게 되었다고 한다. 그러던 차에 친구가 홍대에 힙합하는 사람을 소개해 주어서 그 자리에 갔고 그때 MC 스나이퍼를 만나 인연을 쌓았다고 한다. 이후 MC 스나이퍼가 이끈 붓다 베이비와 스나이퍼 사운드의 일원이 되었고, 2011년 첫 미니 앨범 〈Love Part.1〉을 발표하였다. 이후 BK와 Ugly Picture를 결성, 디지털 싱글을 발표하기도 하였으며, 2013년경 스나이퍼 사운드에서 나온 것으로 추측된다.
이후 mc스나이퍼와의 불화설이 있었지만 2014년 12월30일mc스나이퍼의 개인sns에서 스나이퍼는 room9을 오랜만에 만나 눈물짓는 모습을 올려 불화설이 일축되었다
대표곡: 할 수 있어, Good Bye, 너구리

## 앨범
- 2010년 8월 9일 〈 2010 Snipersound #2〉 (Digital Single)
- 2011년 9월 22일 Love Part.1